# Sulniac

Sulniac este o comună în departamentul Morbihan, Franța. În 1 ianuarie 2022 avea o populație de 3.847 de locuitori.